# Džagričaj
Džagričaj, Džahri ili Džahug (armenski jezik: Ճահուկ, azerski: Cəhriçay, ruski: Джагричай, Джахри, Джахуг) je rijeka u Armeniji i Azerbajdžanu. Duga je 45 km. Površina porječja iznosi 442 km2. Desna je pritoka Nahičevančaja. Vodu dobiva od snijega i podzemnih voda. Kraj rijeke se nalazi arheološki lokalitet Kjuljtepe II koji pripada Kura-Araskoj kulturi iz srednjeg i kasnog Brončanog doba, te ranog željeznog doba. 4 kilometara južnije od Kjuljtepea II nalazi se Kjuljtepe I.